# Маріо Болатті
Маріо Болатті (ісп. Mario Bolatti, нар. 17 лютого 1985, Ла-Пара) — аргентинський футболіст, півзахисник клубу «Бельграно».
Виступав, зокрема, за клуб «Порту», а також національну збірну Аргентини.
Чемпіон Португалії. 

## Клубна кар'єра
Народився 17 лютого 1985 року в місті Ла-Пара. Вихованець футбольної школи клубу «Бельграно». Дорослу футбольну кар'єру розпочав 2003 року в основній команді того ж клубу, в якій провів чотири сезони, взявши участь у 86 матчах чемпіонату. 
Своєю грою за цю команду привернув увагу представників тренерського штабу клубу «Порту», до складу якого приєднався 2007 року. Відіграв за клуб з Порту наступні два сезони своєї ігрової кар'єри. За цей час виборов титул чемпіона Португалії.
Згодом з 2009 по 2015 рік грав у складі команд клубів «Уракан», «Фіорентина», «Інтернасьйонал», «Расинг» (Авельянеда) та «Ботафогу».
До складу клубу «Бельграно» повернувся 2015 року. Відтоді встиг відіграти за команду з Кордови 9 матчів в національному чемпіонаті.

## Виступи за збірну
У 2007 році дебютував в офіційних матчах у складі національної збірної Аргентини. Наразі провів у формі головної команди країни 12 матчів, забивши 1 гол.
У складі збірної був учасником чемпіонату світу 2010 року у ПАР.

## Титули і досягнення
- Чемпіон Португалії (1):

«Порту»: 2007–08